# Visserijverdrag van Londen
Het Visserijverdrag van Londen, ook bekend als het Verdrag inzake de visserij (Engels: London Fisheries Convention), is een internationale overeenkomst uit 1964 tussen een aantal Europese landen op het gebied van de visserij. In het verdrag werd afgesproken dat vissers uit andere Europese landen dan het VK niet binnen een straal van 12 zeemijl (ca. 22 kilometer) vanaf de Britse kust zouden vissen.
Het verdrag werd op 9 maart 1964 te Londen getekend door 13 Europese landen, namelijk België, Nederland, Luxemburg, Denemarken, Frankrijk, Ierland, Italië, Polen, Portugal, Spanje, het toenmalige West-Duitsland, het Verenigd Koninkrijk en Zweden. Het verdrag trad twee jaar later in werking, op 15 maart 1966.
Het visserijverdrag van Londen verving een eerder verdrag uit 1882, waarin was afgesproken dat er in de Noordzee voor een bepaalde kuststaat een exclusief recht op visserij gold tot 3 mijl uit de buurt van de kust van die staat. De Britse regering zegde de voornoemde overeenkomst in april 1963 echter op, omdat zij voor het VK een exclusieve visserijzone van 12 km uit de buurt van de kust wilde.
Toen het Verenigd Koninkrijk in 1973 toetrad tot de Europese Economische Gemeenschap (een voorloper van de Europese Unie), raakte het Visserijverdrag van Londen gedeeltelijk achterhaald door het Gemeenschappelijk Visserijbeleid waar het VK vanaf dan mee te maken kreeg.
Begin juli 2017 heeft de Britse regering, in het kader van de onderhandelingen over de aankomende brexit, bekendgemaakt het visserijverdrag van Londen op te willen zeggen. De opzegging werd van kracht op 31 december 2020 om 23h (GMT). Op deze manier wil het VK voorkomen dat andere Europese vissers na de brexit op het verdrag uit 1964 terugvallen.